# ミルナ
ミルナ(スロベニア語: Mirna、ドイツ語:  Neydeck,Neudegg)はスロベニアの村およびそれを中心とした基礎自治体で、ドレンスカ地方に属する。 ミルナはミルナ低地では最大の集落で、ミルナ自治体の中心である。ミルナは地域道路の交差地点でいくつかの運河とミルナ川が交わる場所である。また川に沿った鉄道によりトレブニェやセヴニツァと結ばれている。

## 地勢
村はミルナ低地のミルナ・モクロノグ盆地最西に位置しそのほとんどが台地で、洪水からは安全である。ミルナから南西部はヴェヤル盆地が伸びミルナ・モクロノグ盆地とつながる谷間である。ミルナは南東スロベニア地域に含まれている。ミルナの大部分を占める旧市街は川の左岸に位置し残りの地区は右岸に位置する。 両地区は川に架かる18世紀に遡る石橋と隣の歩行者用の木製の橋により結ばれている。旧市街には聖ヨハネ・パプテスト教会がトルビンツの丘の南西斜面にある。

## 歴史・経済
ミルナが最初に言及されたのは1180年のことである。
ミルナ河岸に沿った下流域では産業が立地し、盆地全域や周辺の丘陵地から勤労者を集めている。19世紀半ばまで、農業により生計が立てられていた。当時紡績機と製革所が現れ、1908年以来鉄道の開業によりミルナはトレブニェやセヴニツァと結ばれている。鉄道の駅は集落の南側に設けられた。1920年には集落には電気が敷かれている。
開発の進展により産業が集積しミルナはミルナ低地の中心となっている他、観光も重要な産業となってきている。

## 行政
ミルナは第二次世界大戦以前行政の中心で、戦後中心部には1952年から1959年にかけ自治体が設置された。その後、トレブニェ自治体と合併されている。 2009年9月、ミルナ教区の住民はトレブニェ自治体からの分離を住民投票で支持し独立した自治体が設立されることになったが、 2010年4月にスロベニアの国会で否決された。 2011年2月1日、スロベニア国会でミルナ自治体の設立に関する他の法令が通過した。 それ以前にスロベニアの憲法裁判所は2010年12月にスロベニア国会がミルナ自治体を2ヶ月以内に設立し自治体議会の選挙を自治体設立から20日以内に行うことを命じた。 ミルナは独立した自治体としての地位を2011年2月26日に再び得ることになった。